# Tuszów Narodowy (przystanek kolejowy)
Tuszów Narodowy – przystanek kolejowy w Tuszowie Narodowym, w województwie podkarpackim, w Polsce.

## Ruch pasażerski
| Rok  | Wymiana pasażerska na dobę |
| ---- | -------------------------- |
| 2017 | –                          |
| 2022 | 0-9                        |

## Historia
Przystanek kolejowy w Tuszowie Narodowym powstał po 1910 roku . Wtedy to został wybudowany murowany budynek stacyjny z poczekalnią i pomieszczeniami służbowo-mieszkalnymi dróżnika . W roku 1997 przeprowadzono remont linii kolejowej na odcinku Tuszów Narodowy - Jaślany, przy którym znajduje się przystanek. W latach 2009–2022 przez przystanek przejeżdżały pociągi towarowe, gdyż ruch pasażerski został zawieszony w 2009 roku. W marcu 2022 roku rozpoczęto prace remontowe na odcinku Mielec-Padew Narodowa, przy którym znajduje się przystanek. W ramach prac remontowych we wrześniu 2022 roku został przebudowany peron przystanku. Zakończenie prac budowlanych i uruchomienie ruchu pociągów towarowych nastąpiło w dniu 28 września 2022 roku, a ruchu pociągów pasażerskich w dniu 6 listopada 2022 roku. 15 grudnia 2024 przywrócono kursy pociągów pasażerskich przejeżdżających przez przystanek na odcinku Tarnobrzeg–Mielec–Dębica.